# Henrya
Henrya, maleni biljni rod iz porodice primogovki smješten u podtribus Tetrameriinae, dio tribusa Justicieae, potporodica Acanthoideae. Sastoji se od dvije vrste iz Arizone, Meksika i Srednje Amerike Tipična je Henrya insularis Nees 

## Etimologija
Latinsko ime roda Henrya je u čast Aimé Constant Fidèle Henrya (1801. – 1875.), njemačkog knjižara i člana Njemačke nacionalne akademije znanosti Leopoldina. 

## Opis
Polugrmovi žutih cvjetova. Tipična vrsta Henrya insularis. Nema ekonomskog značaja

## Vrste
1. Henrya insularis Nees
2. Henrya tuberculosperma T.F.Daniel, meksički endem, Colima, Guerrero, Jalisco, México, Morelos, Nayarit, Sinaloa.

Vrsta Henrya scorpioides (L.) Nees, sinonim je za Dicliptera sexangularis (L.) Juss.

## Sinonimi
- Solenoruellia Baill.; Hist. des pl. 10: 445 (1891)
- Baillonacanthus Kuntze; Post & Kuntze, Lexic. 58 (1903)